# Nagroda Shōgakukan Manga
Nagroda Shogakukan Manga (jap. 小学館漫画賞 Shōgakukan Manga-shō) – jedna z najważniejszych nagród przyznawanych corocznie od 1955 roku w Japonii za najlepsze mangi. Nagroda, sponsorowana przez Shōgakukan, przyznawana jest ich wydawcom.
Obecnie nagrody za mangi są przyznawane w czterech kategoriach zależnych od wieku i płci odbiorców:
- mangi dla dzieci (jap. 児童向け部門 Jidō-muke bumon)
- mangi dla chłopców (jap. 少年向け部門 Shōnen-muke bumon)
- mangi dla dziewcząt (jap. 少女向け部門 Shōjo-muke bumon)
- oraz w kategorii ogólnej (jap. 一般向け部門 Ippan-muke bumon)

Początkowo przyznawano tylko jedną, ogólną nagrodę. W 1975 r. wprowadzono rozróżnienie na dwie kategorie: "Dla chłopców i dziewcząt" (jap. 少年少女部門 shōnen-shōjo-bumon) i "Ogólnej dla młodzieży" (jap. 青年一般部門 seinen-ippan-bumon).
W 1981 r. dodano kategorię "Dla dzieci" (jap. 児童部門 jidō-bumon), a następnie podzielono ją w 1983 r. na dwie: "Dla chłopców" i "Dla dziewcząt".
W 2003 r. dodano sufiks -muke (jap. 向け dosł. "przeznaczone dla, skierowane do") do nazwy każdej z kategorii, a od nazwy głównej kategorii odjęto słowo seinen (jap. 青年 dosł. "młodzież")
Niekiedy przyznawane są również "nagrody specjalne" (jap. 特別賞 tokubetsu shō), np. za wybitne prace, za całokształt itp.

## Laureaci
| Lata              | Kategoria ogólna                                                                   | Mangi dla chłopców                                                                 | Mangi dla dziewcząt                                                                | Mangi dla dzieci                                                                   |
| ----------------- | ---------------------------------------------------------------------------------- | ---------------------------------------------------------------------------------- | ---------------------------------------------------------------------------------- | ---------------------------------------------------------------------------------- |
| 1955              | Pūtan                                                                              | nie dotyczy                                                                        | nie dotyczy                                                                        | nie dotyczy                                                                        |
| 1956              | Oyama no Kaba-chan                                                                 | nie dotyczy                                                                        | nie dotyczy                                                                        | nie dotyczy                                                                        |
| 1957              | Manga Seminar on Biology Bīko-chan                                                 | nie dotyczy                                                                        | nie dotyczy                                                                        | nie dotyczy                                                                        |
| 1958              | Little Black Sambo Shiawase no Ōji                                                 | nie dotyczy                                                                        | nie dotyczy                                                                        | nie dotyczy                                                                        |
| 1959              | Korisu no Bokko Bonko-chan Faichin-san                                             | nie dotyczy                                                                        | nie dotyczy                                                                        | nie dotyczy                                                                        |
| 1960              | nie dotyczy                                                                        | nie dotyczy                                                                        | nie dotyczy                                                                        | nie dotyczy                                                                        |
| 1961              | Science-kun no Sekai Ryokō                                                         | nie dotyczy                                                                        | nie dotyczy                                                                        | nie dotyczy                                                                        |
| 1962              | Susume Roboketto Tebukuro Tecchan                                                  | nie dotyczy                                                                        | nie dotyczy                                                                        | nie dotyczy                                                                        |
| 1963              | Fight Sensei Stop! Nii-chan                                                        | nie dotyczy                                                                        | nie dotyczy                                                                        | nie dotyczy                                                                        |
| 1964              | Osomatsu-kun                                                                       | nie dotyczy                                                                        | nie dotyczy                                                                        | nie dotyczy                                                                        |
| 1965              | Paki-chan to Ganta                                                                 | nie dotyczy                                                                        | nie dotyczy                                                                        | nie dotyczy                                                                        |
| 1966              | nie dotyczy                                                                        | nie dotyczy                                                                        | nie dotyczy                                                                        | nie dotyczy                                                                        |
| 1967              | Sabu to Ichi Torimono Hikae                                                        | nie dotyczy                                                                        | nie dotyczy                                                                        | nie dotyczy                                                                        |
| 1968              | Animal 1 Inakappe Taishō                                                           | nie dotyczy                                                                        | nie dotyczy                                                                        | nie dotyczy                                                                        |
| 1969              | Fire!                                                                              | nie dotyczy                                                                        | nie dotyczy                                                                        | nie dotyczy                                                                        |
| 1970              | Glass no Shiro Gag Ojisan Oya Baka Tengoku                                         | nie dotyczy                                                                        | nie dotyczy                                                                        | nie dotyczy                                                                        |
| 1971              | Hana Ichimonme Minashigo Hutch                                                     | nie dotyczy                                                                        | nie dotyczy                                                                        | nie dotyczy                                                                        |
| 1972              | Tōchan no Kawaii Oyome-san Hashire! Boro                                           | nie dotyczy                                                                        | nie dotyczy                                                                        | nie dotyczy                                                                        |
| 1973              | Otoko Doahō Kōshien Deba to Batto                                                  | nie dotyczy                                                                        | nie dotyczy                                                                        | nie dotyczy                                                                        |
| 1974              | Dryfująca klasa                                                                    | nie dotyczy                                                                        | nie dotyczy                                                                        | nie dotyczy                                                                        |
| 1975              | Golgo 13                                                                           | Klan Poe Było ich jedenaścioro                                                     | nie dotyczy                                                                        | nie dotyczy                                                                        |
| 1976              | Abu-san                                                                            | Kyaputen Purei Bōru Ganbare Genki                                                  | nie dotyczy                                                                        | nie dotyczy                                                                        |
| 1977              | Notari Matsutarō                                                                   | Ginga Tetsudou 999 The Cockpit                                                     | nie dotyczy                                                                        | nie dotyczy                                                                        |
| 1978              | Haguregumo                                                                         | Dame Oyaji                                                                         | nie dotyczy                                                                        | nie dotyczy                                                                        |
| 1979              | Doza no Ippon Tsuri                                                                | Terra e... Kaze to ki no uta                                                       | Terra e... Kaze to ki no uta                                                       | nie dotyczy                                                                        |
| 1980              | Hakatakko Junjō Gangaragan Jarinko Chie                                            | Urusei Yatsura                                                                     | Urusei Yatsura                                                                     | nie dotyczy                                                                        |
| 1981              | San-Chōme no Yūhi Yūyake no Uta                                                    | Dr. Slump                                                                          | Dr. Slump                                                                          | Doraemon                                                                           |
| 1982              | Tsuri Baka Nikki                                                                   | Miyuki Touch                                                                       | Miyuki Touch                                                                       | Geimu Sentā Arashi Kon’nichiwa! Mi-com                                             |
| 1983              | Hidamari no Ki                                                                     | Musashi no Ken                                                                     | Kisshō Tennyo                                                                      | Panku Ponk                                                                         |
| 1984              | Ningen Kousaten                                                                    | Futari Daka Area 88                                                                | Yume no Ishibumi                                                                   | Kinnikuman                                                                         |
| 1985              | Bokkemon                                                                           | Hatsu Koi Scandal Tobe! Jinrui II                                                  | Zenryaku: Milk House                                                               | Asari-chan                                                                         |
| 1986              | Oishinbo                                                                           | Ginga: Nagareboshi Gin                                                             | Yami no Purple Eyes                                                                | Piłkarze                                                                           |
| 1987              | Hotel Manga Nihon Keizai Nyumon                                                    | Just Meet Fuyu Monogatari                                                          | Bōifurendo                                                                         | Tsuru Pika Hage Maru                                                               |
| 1988              | Tale of Genji                                                                      | B.B.                                                                               | Fancy Dance                                                                        | Obochama-kun                                                                       |
| 1989              | Yawara!                                                                            | Ucchare Goshogawara                                                                | Papa Tōrudo Mī                                                                     | Mari-chan                                                                          |
| 1990              | F                                                                                  | Kidou Keisatsu Patlabor                                                            | Ōke no Monshō Hajime-chan ga Ichiban!                                              | Amaizo! Dango                                                                      |
| 1991              | Kazoku no Shokutaku Asunaro Hakusho                                                | Ushio and Tora Kazuhiro Fujita                                                     | Makoto Call!                                                                       | Dojji Donbei                                                                       |
| 1992              | Okami-san Miyamoto kara Kimi e                                                     | Ghost Sweeper Mikami Yaiba                                                         | Basara                                                                             | nie przyznano                                                                      |
| 1993              | Kaze no Daichi                                                                     | Yu Yu Hakusho – archiwum duchów                                                    | Bara no Tame ni                                                                    | One More Jump                                                                      |
| 1994              | Bokko                                                                              | Slam Dunk                                                                          | Aka-chan to Boku                                                                   | Kunio-kun                                                                          |
| 1995              | Ron Gallery Fake Tarō                                                              | Major                                                                              | Hana Yori Dango                                                                    | Kocchi Muite! Muiko                                                                |
| 1996              | Gekka no Kishi                                                                     | Megumi no Daigo                                                                    | Kanon                                                                              | Midori no Makibaō                                                                  |
| 1997              | Azumi                                                                              | Ganba Fly High                                                                     | Ayashi no Ceres                                                                    | Ninpen Manmaru                                                                     |
| 1998              | Aji Ichi Monme                                                                     | Project ARMS                                                                       | Angel Lip                                                                          | nie przyznano                                                                      |
| 1999              | nie przyznano                                                                      | Monkii Taan Hikaru no go                                                           | Barairo no Ashita                                                                  | Uchūjin Tanaka Tarō                                                                |
| 2000              | Monster                                                                            | Detektyw Conan Tenshi na Konamaiki                                                 | Sora wa Akai Kawa no Hotori                                                        | Seikimatsu Leader den Takeshi!                                                     |
| 2001              | Heat                                                                               | InuYasha                                                                           | Kaguya Hime Yasha                                                                  | Pukupuku Tennen Kairanban                                                          |
| 2002              | 20th Century Boys. Chłopaki z dwudziestego wieku                                   | Konjiki no Gash Bell!!                                                             | Nana Kaze Hikaru                                                                   | Korokke                                                                            |
| 2003              | Dr. Kotō Shinryōjo                                                                 | Yakitate!! Japan Fullmetal Alchemist                                               | Lovely Complex                                                                     | Mirmo!                                                                             |
| 2004              | Iryuu: Team Medical Dragon                                                         | Bleach                                                                             | Sunadokei Bokura ga Ita                                                            | Keroro gunsō Zettai Zetsumei: Denjarasu Jii-san                                    |
| 2005              | Taiyou no Mokushiroku Rainbow: Nisha Rokubou no Shichinin                          | Wild Life                                                                          | Sonnanja neyo                                                                      | Animal Yokochō                                                                     |
| 2006              | Bengoshi no Kuzu                                                                   | Kekkaishi                                                                          | 7 Seeds                                                                            | Kilari                                                                             |
| 2007              | Bambino! Kurosagi                                                                  | Diamond no Ace                                                                     | Boku no Hatsukoi wo Kimi ni Sasagu                                                 | Keshikasu-kun                                                                      |
| 2008              | Gaku: Minna no Yama                                                                | Cross Game                                                                         | Black Bird                                                                         | Naisho no Tsubomi                                                                  |
| 2009              | Shin’ya shokudō                                                                    | Sket Dance                                                                         | Machi de Uwasa no Tengu no Ko                                                      | Penguin no Mondai                                                                  |
| 2010              | Yamikin Ushijima-kun Uchū kyōdai                                                   | King Golf                                                                          | Ōoku                                                                               | Yumeiro Pâtissière                                                                 |
| 2011              | Wzgórze Apolla                                                                     | Nobunaga Concerto                                                                  | Pin to Kona                                                                        | Inazuma 11                                                                         |
| 2012              | I am a Hero                                                                        | Silver Spoon                                                                       | Piece – Kanojo no Kioku                                                            | Mysterious Joker                                                                   |
| 2013              | Mogura no Uta                                                                      | Magi: The Labyrinth of Magic                                                       | Kanojo wa uso o aishisugiteru                                                      | Zekkyō Gakkyū                                                                      |
| 2014              | Asahinagu Aoi Honō                                                                 | Be Blues! ~Ao ni Nare~                                                             | Joō no Hana                                                                        | Yo-kai Watch                                                                       |
| 2015              | Umimachi Diary Sunny                                                               | Haikyu!!                                                                           | Ore monogatari!!                                                                   | Usotsuki! Gokuō-kun                                                                |
| 2016              | Blue Giant Jūhan Shuttai!                                                          | Mob Psycho 100                                                                     | 37.5°C no Namida                                                                   | Ijime                                                                              |
| 2017              | Kūbo ibuki Koi wa ameagari no yō ni                                                | The Promised Neverland                                                             | Kocha... Nie kocha...                                                              | PriPri Chi-chan!!                                                                  |
| 2018              | Hibiki: Shōsetsuka ni naru hōhō Kenkō de bunkateki na saitei gendo no seikatsu     | Dr. Stone                                                                          | Suteki na Kareshi                                                                  | Jūni-sai.                                                                          |
| 2019              | Aoashi Miłość to wojna                                                             | Maiko-san chi no Makanai-san                                                       | Nagi no oitoma                                                                     | Neko, Hajimemashita                                                                |
| 2020              | Hakozume: kōban joshi no gyakushū Dead Dead Demon’s Dededede Destruction           | Karakai jōzu no Takagi-san Chainsaw Man                                            | Yuzuki-sanchi no yon kyōdai                                                        | Mistrzowie kaijudo Shokora no mahō                                                 |
| 2021              | Misuteri to iu nakare Nigatsu no shōsha                                            | Komi-san wa, komyushō desu                                                         | Kieta hatsukoi                                                                     | nie dotyczy                                                                        |
| 2022              | Medalist                                                                           | Zew nocy Ao no Orchestra                                                           | Ashita, watashi wa dareka no kanojo                                                | Ui×Kon                                                                             |
| 2023 (69. edycja) | Frieren. U kresu drogi Nige jōzu no wakagimi Sūji de asobo. Trillion Game          | Frieren. U kresu drogi Nige jōzu no wakagimi Sūji de asobo. Trillion Game          | Frieren. U kresu drogi Nige jōzu no wakagimi Sūji de asobo. Trillion Game          | Frieren. U kresu drogi Nige jōzu no wakagimi Sūji de asobo. Trillion Game          |
| 2024 (70. edycja) | Kore kaite shine Shakunetsu kabaddi Natsume Arata no kekkon Puniru wa kawaii Slime | Kore kaite shine Shakunetsu kabaddi Natsume Arata no kekkon Puniru wa kawaii Slime | Kore kaite shine Shakunetsu kabaddi Natsume Arata no kekkon Puniru wa kawaii Slime | Kore kaite shine Shakunetsu kabaddi Natsume Arata no kekkon Puniru wa kawaii Slime |

Dodatkowo, w 2014 roku, Komitet Sędziowski przyznał nagrodę specjalną dla mangi Asari-chan.